# Mourecochylis limenarchis
Mourecochylis limenarchis är en fjärilsart som beskrevs av Józef Razowski 1986. Mourecochylis limenarchis ingår i släktet Mourecochylis och familjen vecklare. Inga underarter finns listade i Catalogue of Life.